# Jean-Jacques-Régis de Cambacérès
Jean-Jacques-Régis de Cambacérès (18. října 1753 Montpellier – 8. března 1824 Paříž) byl francouzský právník a politik, jeden z autorů zákoníku Code civil a v letech 1799 až 1804 konzul.

## Život
Narodil se jako syn Jeana-Antoina Cambacérese, který působil jako finanční poradce a rada na úředním dvoře v Montplellieru. Pocházel z rodu, který byl za své působení ve státních službách povýšen do šlechtického stavu (noblesse de robe), jeho bratr Étienne Hubert de Cambacérès se stal rouenským arcibiskupem. Vystudoval práva na Montpellierské univerzitě, pracoval jako advokát a později na montpellierské radnici jako člen účetního dvora.
V roce 1792 se stal poslancem Národního konventu. Patřil k umírněné skupině zvané Bažina, hlasoval proti popravě Ludvíka XVI. Roku 1793 byl jmenován do čela legislativní komise, která měla za úkol revidovat a ucelit všechny francouzské zákony do jedné sbírky zákonů. Roku 1794 po svržení Robespierra a jeho spojenců, vypracoval provolání k národům a podílel se na uzavření mírové dohody se Španělskem a Portugalskem. Roku 1795 se stal se členem Výboru pro všeobecnou bezpečnost a Rady pěti set, podílel se na tvorbě zákonů i na diplomatických jednáních se sousedy Francie. Roku 1796 byl zvolen předsedou Rady pěti set. Následující rok vypracoval konečnou sbírku Francouzských zákonů, ale po nepokojích v Paříži byl donucen rezignovat z místa předsedy Rady pěti set. V roce 1799 byl jmenován ministrem spravedlnosti, brzy poté se však podílel na státním převratu proti direktoriu a stal spolu s Napoleonem Bonaparte a Charlesem-Françoisem Lebrunem členem vládnoucího triumvirátu konzulů, roku 1804 podpořil Napoleonovu císařskou korunovaci. Byl jmenován arcikancléřem (Napoleonovým zástupcem) a předsedou senátu, následně mu byl mezi prvními udělen Řádu čestné legie. Značně se podílel na vypracování občanského zákoníku a později pro Napoleona vypracoval několik dalších zákoníků. V letech 1808 až 1814 byl držitelem titulu parmského vévody. Když byl Napoleon mimo Francii, zastupoval ho ve vládě říši. Ve vládě stodenního císařství zastával funkce předsedy Horní komory a ministra spravedlnosti. Po bitvě u Waterloo byl zbaven křesla ve Francouzské akademii a donucen odejít do exilu v Bruselu, protože však nepatřil k hlavním odpůrcům Bourbonů, byl mu během jejich restaurace povolen (v roce 1818) návrat do Paříže, kde zemřel roku 1824 a byl pochován na hřbitově Père-Lachaise.
Cambacérès se hlásil ke svobodnému zednářství, roku 1806 se stal velmistrem lóže Grand Orient de France. Neskrýval svoji homosexuální orientaci, přezdívalo se mu Tante turlurette. Roku 1999 byla založena organizace Les Enfants de Cambacérès, jejíž název připomíná Cambacérèsovy zásluhy na dekriminalizaci homosexuality ve Francii.